# La guardia bianca (film)
La guardia bianca (in russo Бег?) è un film del 1970 diretto da Aleksandr Aleksandrovič Alov e Vladimir Naumovič Naumov.